# Emmonak
Emmonak est une localité d'Alaska aux États-Unis dans la Région de recensement de Kusilvak. En 2010, il y avait 762 habitants.

## Situation - climat
Elle est située à l'embouchure du Yukon, à 16 km de la mer de Béring, 193 km à vol d'oiseau de Bethel et 789 km d'Anchorage, à l'intérieur du Refuge faunique national du delta du Yukon.
La moyenne des températures est de 26 °C en juillet et de −32 °C en janvier.

## Histoire
Le village s'est d'abord appelé Kwiguk, un mot Yupik qui signifie grand cours d'eau, les villageois se nommaient eux-mêmes Kuigpagmuit ou gens du fleuve Yukon. Il a aussi été connu sous le nom Emanguk. Le premier emplacement de la communauté était situé 2,3 km plus au sud, et a été référencé pour la première fois en 1899. La poste a ouvert en 1920.
Plus tard, la pêche commerciale est devenue une des plus importantes activités du village et la Northern Commercial Company construisit une conserverie.
En 1964 ces installations ont été détruites par une inondation. C'est à cause des dangers des inondations et de l'érosion que le village a été déplacé en 1965. Il a alors pris le nom d'Emmonak.
Le village est resté un village Yupik, dont les habitants pratiquent la pêche commerciale, et pratiquent aussi une économie de subsistance. Les pêcheurs qui travaillent à Chuloonawick, camp de pêche saisonnier, habitent pour la plupart à Emmonak. L'alcool est interdit dans la communauté.

## Démographie
| 1970 | 1980 | 1990 | 2000 | 2010 | - |
| ---- | ---- | ---- | ---- | ---- | - |
| 439  | 567  | 642  | 767  | 762  | - |

## Sources et références
- (en) CIS

- (en) Cet article est partiellement ou en totalité issu de l’article de Wikipédia en anglais intitulé « Emmonak, Alaska » (voir la liste des auteurs).

1. ↑  « Statistiques des États-Unis (Alaska) - Profils des communautés de 2010 » (consulté en octobre 2020)